# Sheila Piercey
Sheila Piercey, nota anche come  Sheila Piercey Summers (Johannesburg, 18 marzo 1919 – Johannesburg, 14 agosto 2005), è stata una tennista sudafricana.

## Carriera
Esordì a Wimbledon nel 1938 dove raggiunse il terzo turno sia nel singolare che nel doppio femminile, si ripresentò in campo nel dopoguerra con una semifinale raggiunta nel 1947 dove venne sconfitta dalla futura campionessa Margaret Osborne. Due anni dopo raggiunse la semifinale anche sui campi in terra battuta di Parigi dove ancora una volta fu Osborne ad avere la meglio.
Formò un'importante coppia di doppio misto con il connazionale Eric Sturgess, insieme vinsero due volte il Roland Garros e una volta Wimbledon

## Finali del Grande Slam

### Doppio misto

#### Vittorie (3)
| Anno | Torneo                                | Compagno      | Avversari in finale                      | Risultato      |
| 1947 | Internazionali di Francia, Parigi     | Eric Sturgess | Jadwiga Jędrzejowska Christian Caralulis | 6-0, 6-0       |
| 1949 | Internazionali di Francia, Parigi (2) | Eric Sturgess | Jean Quertier Gerry Oakley               | 6-1, 6-1       |
| 1949 | Torneo di Wimbledon, Londra           | Eric Sturgess | Louise Brough John Bromwich              | 9-7, 9-11, 7-5 |